# ناحیه زایچار
ناحیه زایچار (به صربی: Zaječar District) یک روستا در صربستان است که در صربستان واقع شده‌است. ناحیه زایچار ۳٬۶۲۳ کیلومتر مربع مساحت و ۱۱۹٬۹۶۷ نفر جمعیت دارد.